# Hardwick (Hardwick with Tusmore)
Hardwick är en by i civil parish Hardwick with Tusmore, i distriktet Cherwell, i grevskapet Oxfordshire, i England. Byn är belägen 7 km från Bicester. Hardwick var en civil parish fram till 1932 när blev den en del av Hardwick with Tusmore. Civil parish hade 37 invånare år 1931. Byar nämndes i Domedagsboken (Domesday Book) år 1086, och kallades då Hardewich.